# راکسول
راکسول (به انگلیسی: Roxwell) یک روستا و محله مدنی در بریتانیا است که در چلمزفورد واقع شده‌است. راکسول ۱٬۰۴۴ نفر جمعیت دارد.